# 广西后棱蛇
广西后棱蛇（学名：Opisthotropis guangxiensis）为游蛇科后棱蛇属的爬行动物。在中国大陆，分布于广西等地，生活习性为半水生。其一般生活于于丘陵溪谷两岸。该物种的模式产地在广西大瑶山。
其种加词“guangxiensis”意为“广西的”。

## 保护
本种于2023年被收录入《有重要生态、科学、社会价值的陆生野生动物名录》。